# Abraham Vanderveer
Abraham Vanderveer (* 1781 im Kings County, New York; † 21. Juli 1839 in Brooklyn, New York) war ein US-amerikanischer Politiker. Zwischen 1837 und 1839 vertrat er den Bundesstaat New York im US-Repräsentantenhaus.

## Werdegang
Abraham Vanderveer wurde während des Unabhängigkeitskrieges in Kings County geboren und wuchs dort auf. Er besuchte Gemeinschaftsschulen. Dann war er zwischen 1816 und 1821 sowie zwischen 1822 und 1837 als Stadtschreiber (county clerk) in Kings County tätig. Nach der Gründung der Brooklyn Savings Bank wurde er dort zum Schatzmeister (treasurer) gewählt. Politisch gehörte er der Demokratischen Partei an. Bei den Kongresswahlen des Jahres 1836 wurde Vanderveer im zweiten Wahlbezirk von New York in das US-Repräsentantenhaus in Washington, D.C. gewählt, wo er am 4. März 1837 die Nachfolge von Samuel Barton antrat. Da er im Jahr 1838 auf eine erneute Kandidatur verzichtete, schied er nach dem 3. März 1839 aus dem Kongress aus. Er starb am 21. Juli 1839 in Brooklyn und wurde auf dem Reformed Dutch Cemetery beigesetzt. Ungefähr sieben Jahre später brach der Mexikanisch-Amerikanische Krieg aus.